# Gregorio Morlaiter
Gregorio Morlaiter (Venezia?, 1738 – Venezia?, 1784) è stato uno scultore italiano.
Era figlio dello scultore Giovanni Maria Morlaiter.

## Opere
a Venezia
- Chiesa di San Francesco di Paola, San Marco
- Chiesa di San Marcuola, statue
- Chiesa di Santa Maria del Giglio, parti dell'altare

a Mestre
- Chiesa di San Lorenzo